# Col de la Ramaz
Le col de la Ramaz (prononcez Rama) est un col de Haute-Savoie situé au nord du Faucigny, sur la commune de Mieussy. Il s'élève à une altitude de 1 559 mètres, à une cinquantaine de mètres au nord et en contrebas de la route du col. Cette dernière culmine, un demi kilomètre au sud-est, à une altitude de 1 619 mètres.
Le col dispose au sud-est d'une retenue collinaire pour l'enneigement du domaine skiable de Praz de Lys - Sommand.

## Cyclisme

### Tour de France
Le col de la Ramaz a été franchi à cinq reprises par le Tour de France. Il est classé en 1re catégorie. Voici les coureurs qui ont franchi le col en premier :
| Année | Étape | Catégorie | Coureur          |
| ----- | ----- | --------- | ---------------- |
| 2023  | 14e   | 1re       | Wout van Aert    |
| 2016  | 20e   | 1re       | Thomas De Gendt  |
| 2010  | 8e    | 1re       | Mario Aerts      |
| 2003  | 7e    | 1re       | Richard Virenque |
| 1981  | 18e   | 1re       | Hubert Linard    |

Il reste dans l'histoire du Tour comme le lieu de la première vraie défaillance de Lance Armstrong, le 11 juillet 2010, lors de la 8e étape du 97e Tour de France, menant à Morzine-Avoriaz.

### Critérium du Dauphiné
Le col est au programme de la 7e étape du Critérium du Dauphiné 2024, classé en 1re catégorie. Marc Soler le franchit en tête. Ce col remplace le col de la Colombière où un glissement de terrain a eu lieu dans la descente.